# 단금

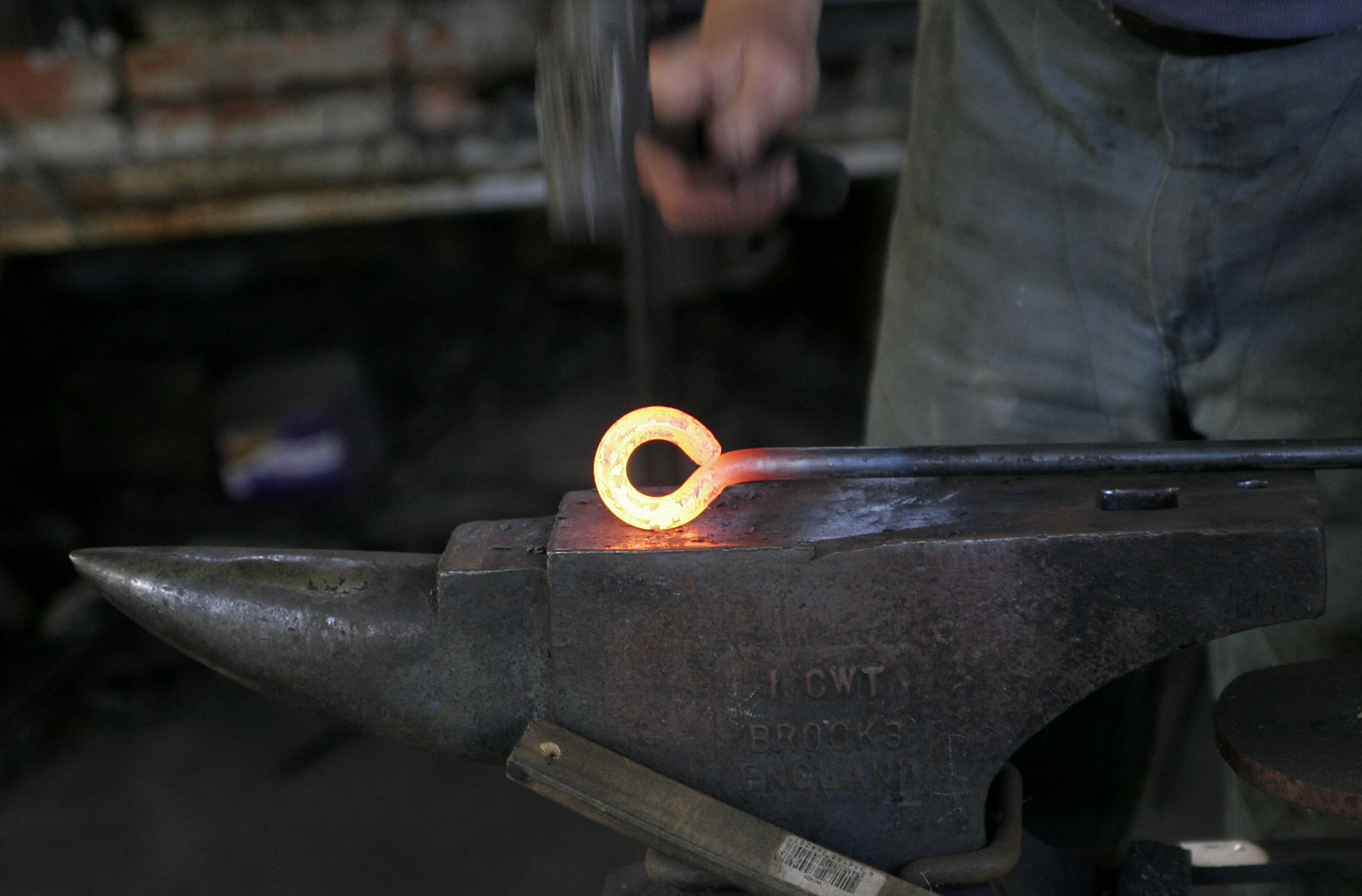

단금(鍛金·鎚金)은 단조(鍛造)라 하며 두드려 펴서 원하는 형태로 만드는 가공 방법이다.
주로 철에 사용된다. 철은 적열(赤熱)한 두 조각을 쇠망치로 치면 결합하고, 반복하여서 때리면 단련되어서 강인하게 되는 성질이 있다. 도검이 대표적이다. 오늘날에는 형단조(型鍛造)등 기계화되어 있다. 추금(鎚金)은 금, 은, 구리, 쇠 따위 연전성이 큰 소재의 판을 당금(當金, 앰빌－받치는 금속덩어리) 위에 놓고, 쇠망치로 때리면서 늘리거나 짜거나 해서 성형하는 기술이다. 무기를 비롯하여 종교용구나 그릇 따위 일상용구에 널리 사용되었다. 오늘날에는 웅형(雄型)과 자형(雌型) 사이에 판금을 넣고 압력을 가하면서 가공하는 프레스나, 회전축에 부착시킨 판금을 회전시키면서 변형시키는 스피닝 등의 양산기술이 개발되고 있다. 자동차의 보디, 그릇, 조명기구 등 최근의 금속제품의 주요한 부분을 차지하고 있다. 오늘날 단금이라고 할 경우 여기서의 단금과 추금 양쪽을 포함시키는 일이 많다.

## 같이 보기
- 주조